# オスリス山
オスリス山（希: Όρος Όθρυς, Oros Othrys, 英: Mount Othrys）は、ギリシャのテッサリア地方と中央ギリシャ地方を隔てる山脈である。古典ギリシア語ではオトリュス山と表記する。

## 概要
山岳地帯はフティオティダ県からマグニシア県にかけて広がり、その山頂付近は両県の北東部と南西部の県境に位置している。オスリス山には Gerakovouni、Gkiouzi、Piliouras の3つの峰があり、その最高峰である Gkiouzi は標高1,726メートルに達する。山岳は東西に約35キロに伸び、南北に約25キロに広がっている。パガシティコス湾はオスリス山の北東、マリアコス湾は南にある。山頂はアルミロスの南19キロ、ラミアの北東27キロ、ヴォロスの南西44キロの地点にある。山頂部分は森林限界より上にあり、山はオフィオライトによって構成されている。山岳地帯の人口密度は低く、北西のアナヴラ、北東のココトイ（Kokkotoi）、南のパレオケラシア、南西のネライダ（Neraida）などいくつかの小さな村落がある。エニペアス川はオスリス山西麓に端を発し、ファルサラ付近を流れたのちピニオス川に合流する。
野鳥指令によると、ナチュラ2000の保護地域は、すべてではないものの、ほとんどの生息区域で明確に定められている。政府の関心は猛禽類の保護と、皆伐と彼らの伝統的な生息地を破壊するであろうその他の開拓手段の防止にある。「オスリス山、グクラス山とパレオケラシア渓谷」（Όρος Όθρυς, Βουνά Γκούρας και Φαράγγι Παλαιοκερασιάς, ID GR1430006）と呼ばれる地域は、東部のパレオケラシア渓谷（Palaiokerasia Gorge）を含む南へ伸びる尾根と、グクラス山（Gkouras Hill）を含む北へ伸びる尾根を含んでいる。

## 神話
オスリス山（オトリュス山）について最初に言及した古代ギリシアの詩人はヘシオドスである。『神統記』によると、オスリス山はオリンポスの神々がティタン族と戦った大戦争ティタノマキアの舞台として語られている。すなわち、オリンポスの神々がオリンポス山を本拠地としたのに対して、ティタン族はオスリス山を本拠地とし、10年にわたって絶え間なく終わりのない闘争を繰り返した。
オスリス山はケンタウロスの住む土地としても知られていた。また一部のラピテス族もこの地に住んだ。ロドスのアポロニオスによると、養蜂の創始者と伝えられるアリスタイオスはプティアに住み、アタマンティオン平原や、オスリス山、アピダノス川で羊を放牧した。オウィディウスの『変身物語』でも英雄カイネウスがオスリス山に住んだと語られている。ペイリトオスとヒッポダメイアの結婚式で起きたラピテス族とケンタウロスの戦いでは、ケンタウロスが樹木を引き抜いてカイネウスと戦ったため、オスリス山とピリオ山から森林が失われた。
オスリス山のニンフはゼウスあるいは河神スペルケイオスの娘と言われており、その子孫であるケラムボスはリラを用いた最初の音楽家となった。オスリス山のニンフと考えられているオトレーイスはゼウスとアポロンから愛され、前者の子メリテウスはプティアの都市メリテを建設した。

## 出来事
1936年から1942年にかけて、オトリス山西端のクシニャダ湖は干拓され、農耕地となった。
1991年2月5日、ロッキード社のC-130 ハーキュリーズ 748がオスリス山に墜落し、63人が死亡した。
2008年、オスリストンネル（Othrys Tunnel）の建設が他の高速道路とともに着工された。これはラミア＝クシニャダ間をつなぐ中央ギリシャ高速道路の南部にある長さ2.9キロのトンネルで、完成するとギリシャで最も長いトンネルの1つになる。しかしギリシャ政府の債務危機のために2011年に建設は停止された。2019年に南部の残りのセクションとともに建設が再開されている。

## ギャラリー

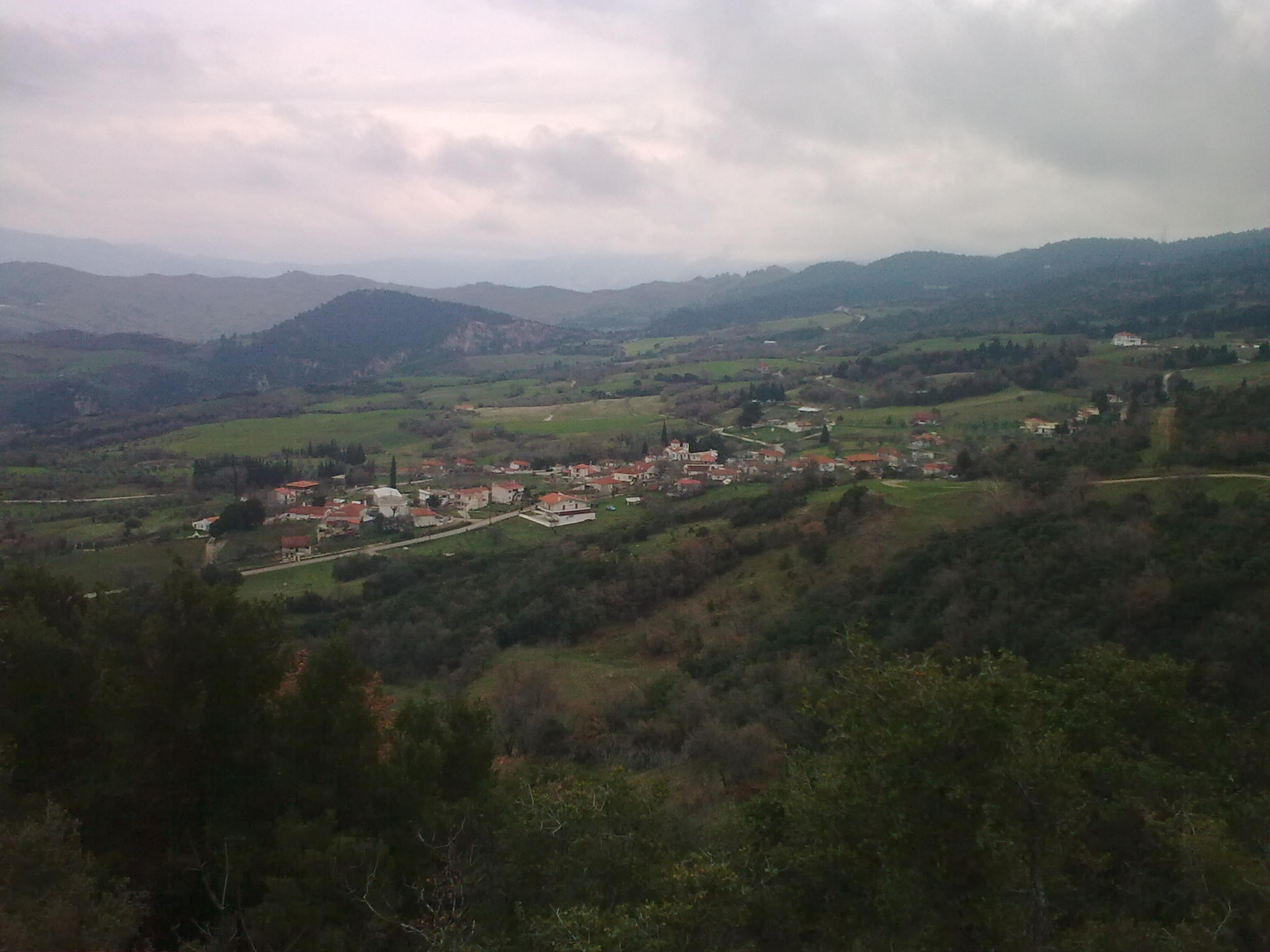
北西のアナヴラ
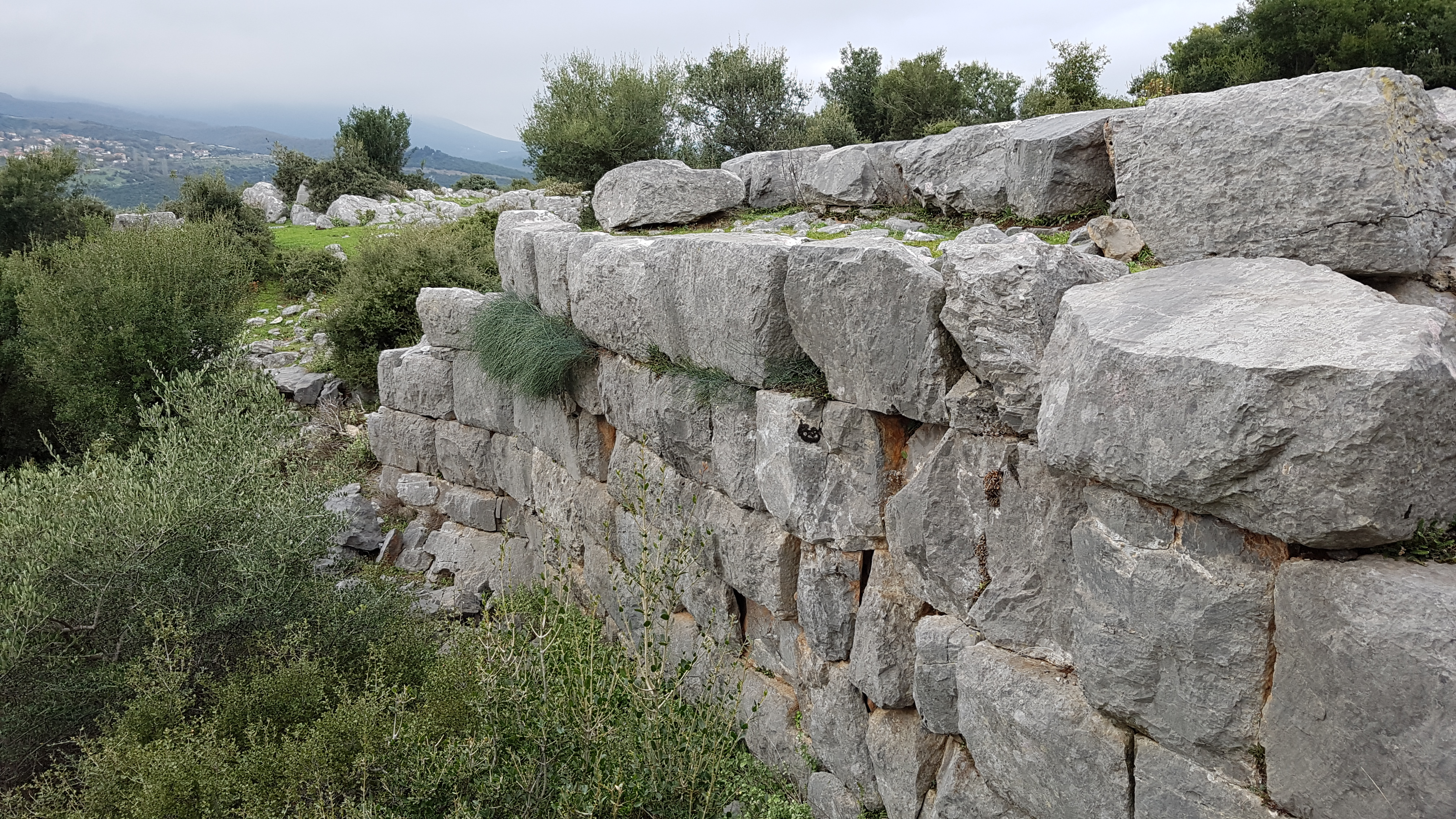
ヴリネナ（Βρύναινα）の遺跡
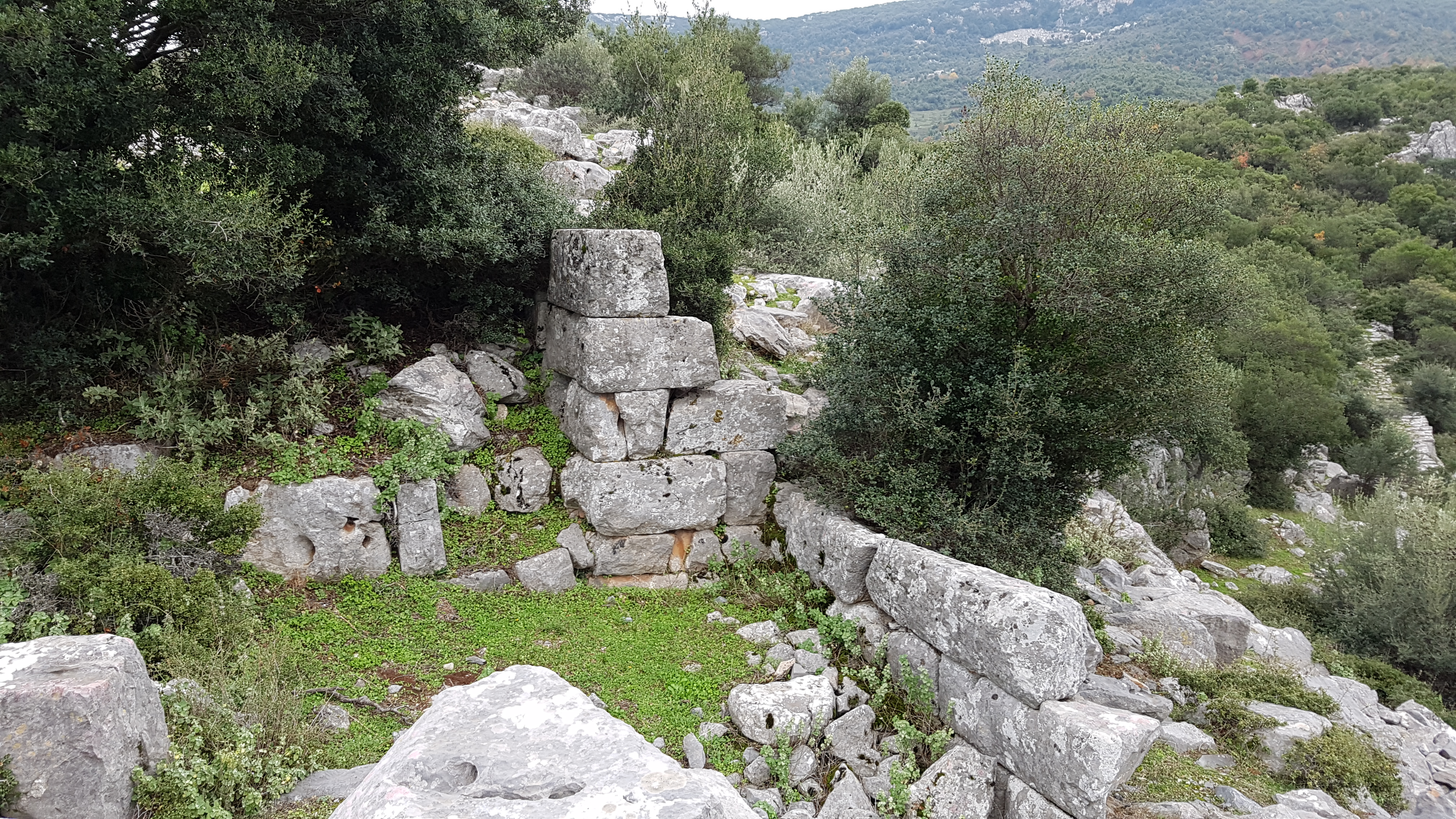
ヴリネナの遺跡
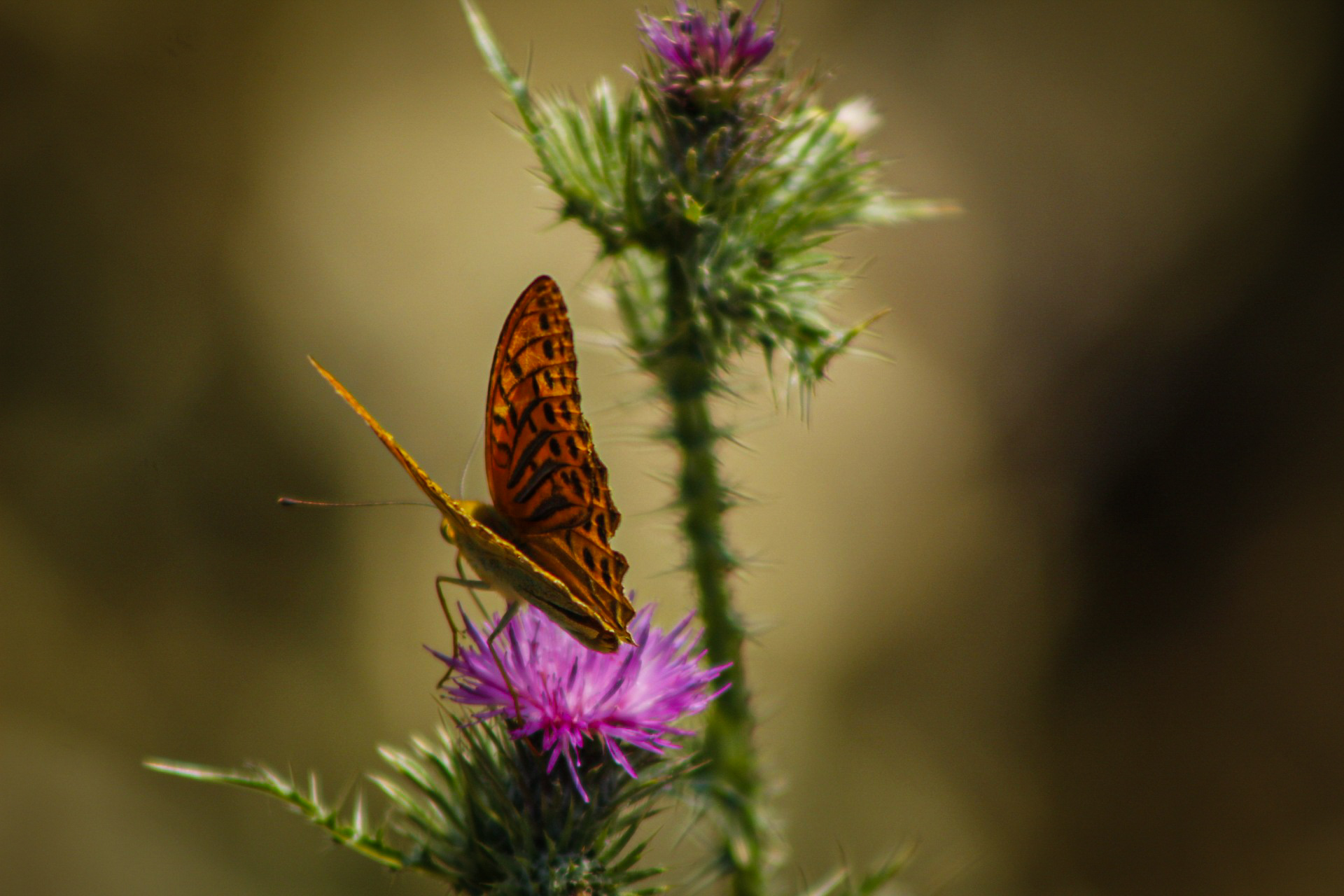
標高1000メートルの蝶

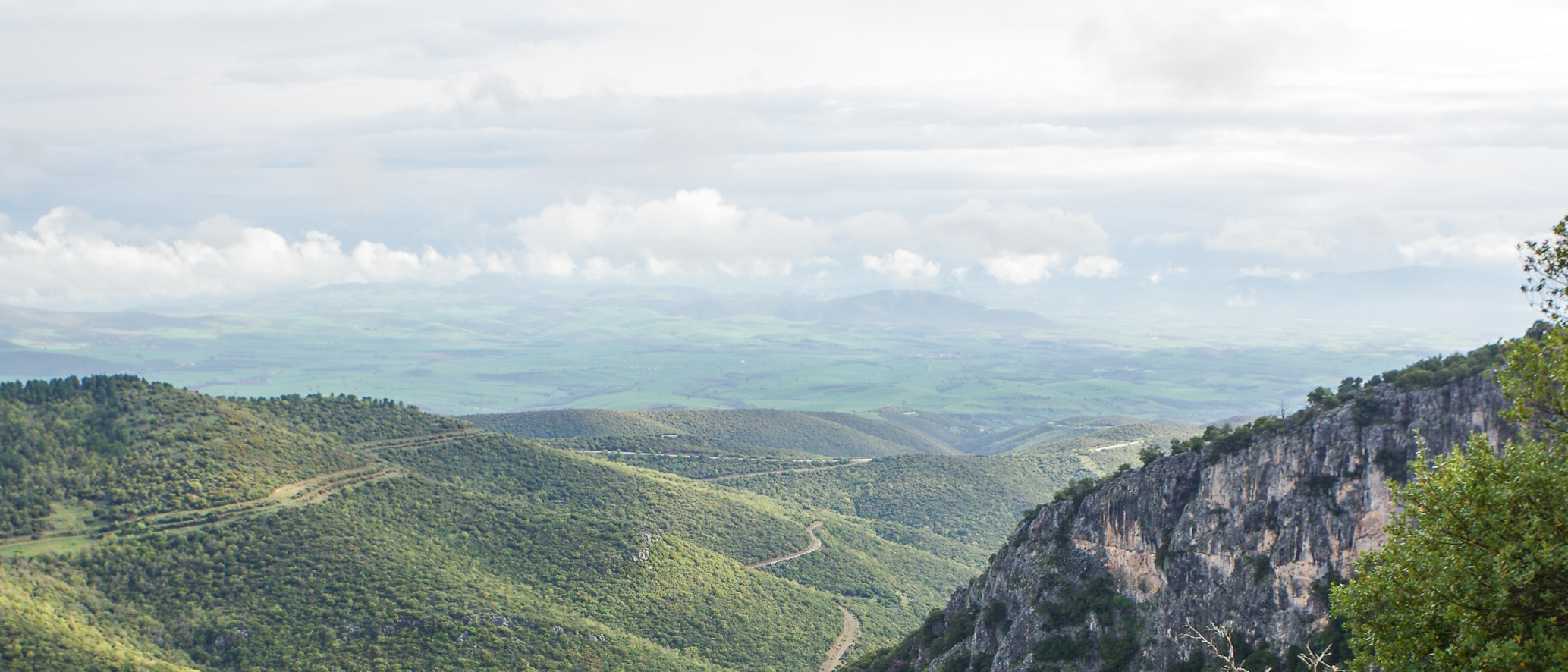
オスリス山から見たアルミロスの平野。

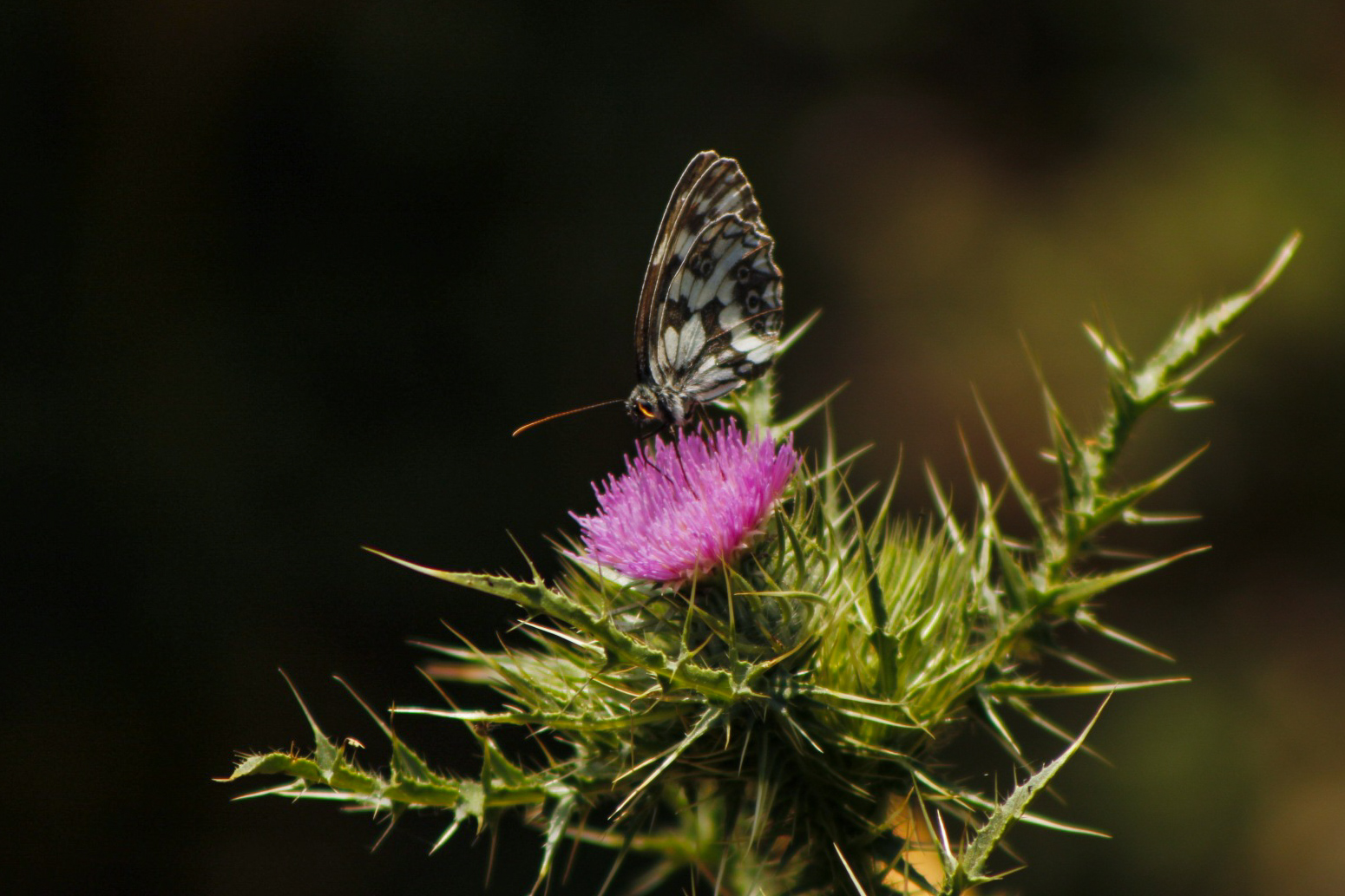
標高1000メートルの蝶
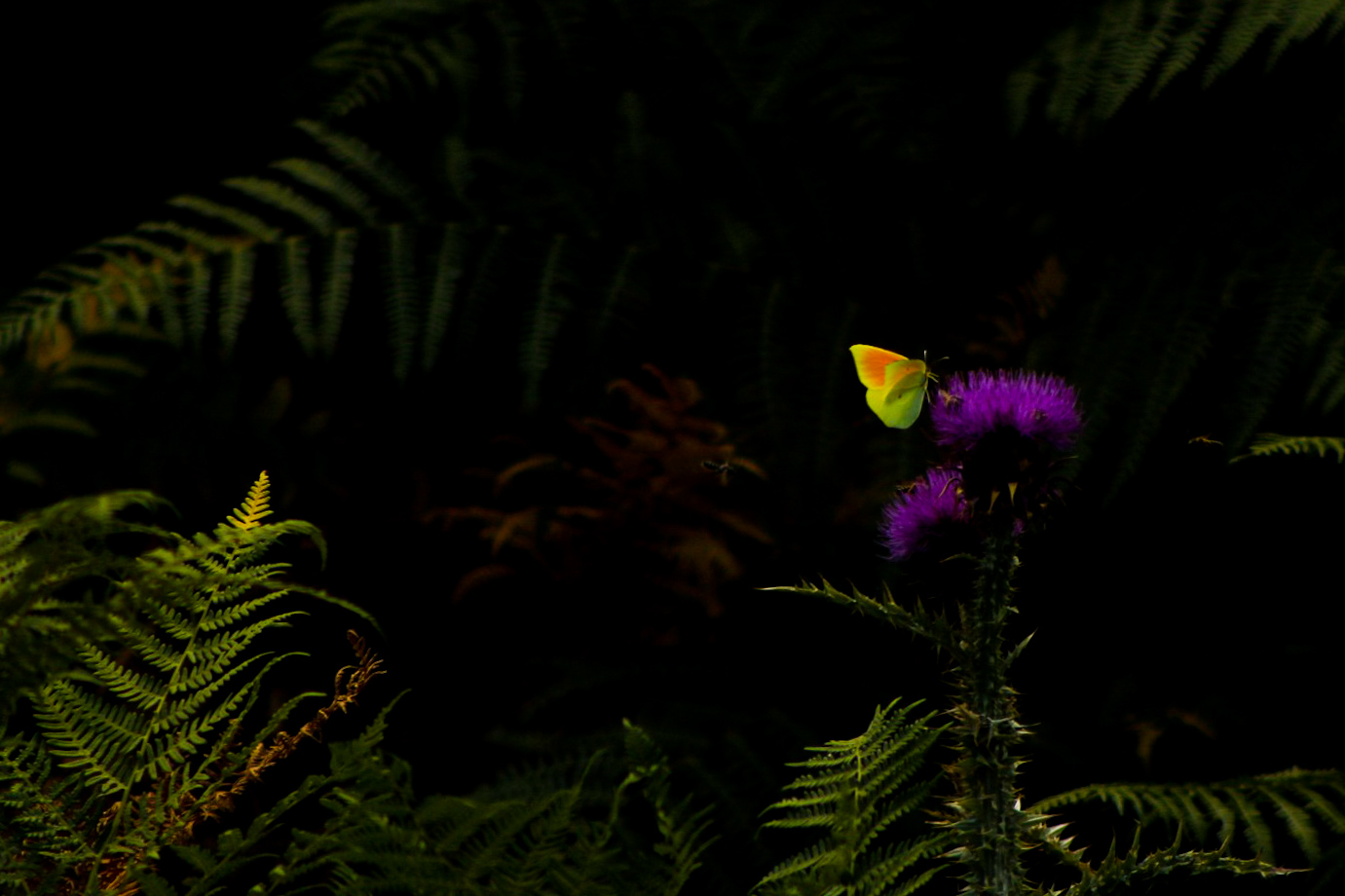
標高1000メートルの蝶